# Skinhead reggae
Skinhead reggae, também conhecido por early reggae é a música feita pelas primeiras bandas de reggae, gênero musical muito popular na subcultura da classe trabalhadora inglesa no final dos anos 60, principalmente entre os mods e os skinheads.

## História
Em meados do verão de 1968, a música jamaicana sofreu uma transformação, com o ritmo do rocksteady dando lugar à métrica mais agressiva do reggae.
Na Inglaterra, esse estilo se encaixou perfeitamente às atitudes dos jovens estilistas que ao passar dos meses aumentaram o foco ao crescente movimento. Logo, o reggae se propagou além da periferia da cena musical inglesa, e ignorando a relutância dos radialistas, aumentaram o número de discos jamaicanos nas listas britânicas. A maioria deles era lançada pela Trojan Records, que desde o seu início no verão de 1968, foi dominada pelo crescente mercado do reggae, lançando diversos singles também por diversas subsidiárias.
Na primavera de 1970, em uma tentativa de aumentar as vendas ainda mais e estabelecer o reggae como um estilo que pudesse ser tocado nas rádios, a Trojan começou a mudar o estilo reggae, aumentando o lançamento de álbuns com arranjos sofisticados, fazendo o estilo mais duro dos lançamentos iniciais de skinhead reggae uma coisa do passado, dando início ao club reggae.
Na Jamaica, o rastafarianismo se popularizava cada vez mais e vários artistas começaram a misturar temas religiosos a sua música, mudando seu estilo inicial e criando o roots reggae.
Alguns dos mais conhecidos artistas de skinhead reggae são John Holt, Toots & the Maytals, The Pioneers e Symarip. Versões cover de soul music de selos como Motown, Stax e Atlantic Records eram comuns no skinhead reggae, refletindo a popularidade da soul music entre skinheads e mods.